# 기원전 9년

## 연호
- 전한(前漢) 원연(元延) 4년

## 기년
- 전한(前漢) 성제(成帝) 24년
- 신라(新羅) 혁거세 거서간(赫居世居西干) 49년
- 고구려(高句麗) 유리명왕(瑠璃明王) 11년
- 백제(百濟) 온조왕(溫祚王) 10년

## 사망
- 네로 클라우디우스 드루수스 - 고대 로마의 군인